# 車輪配置 2-4-0

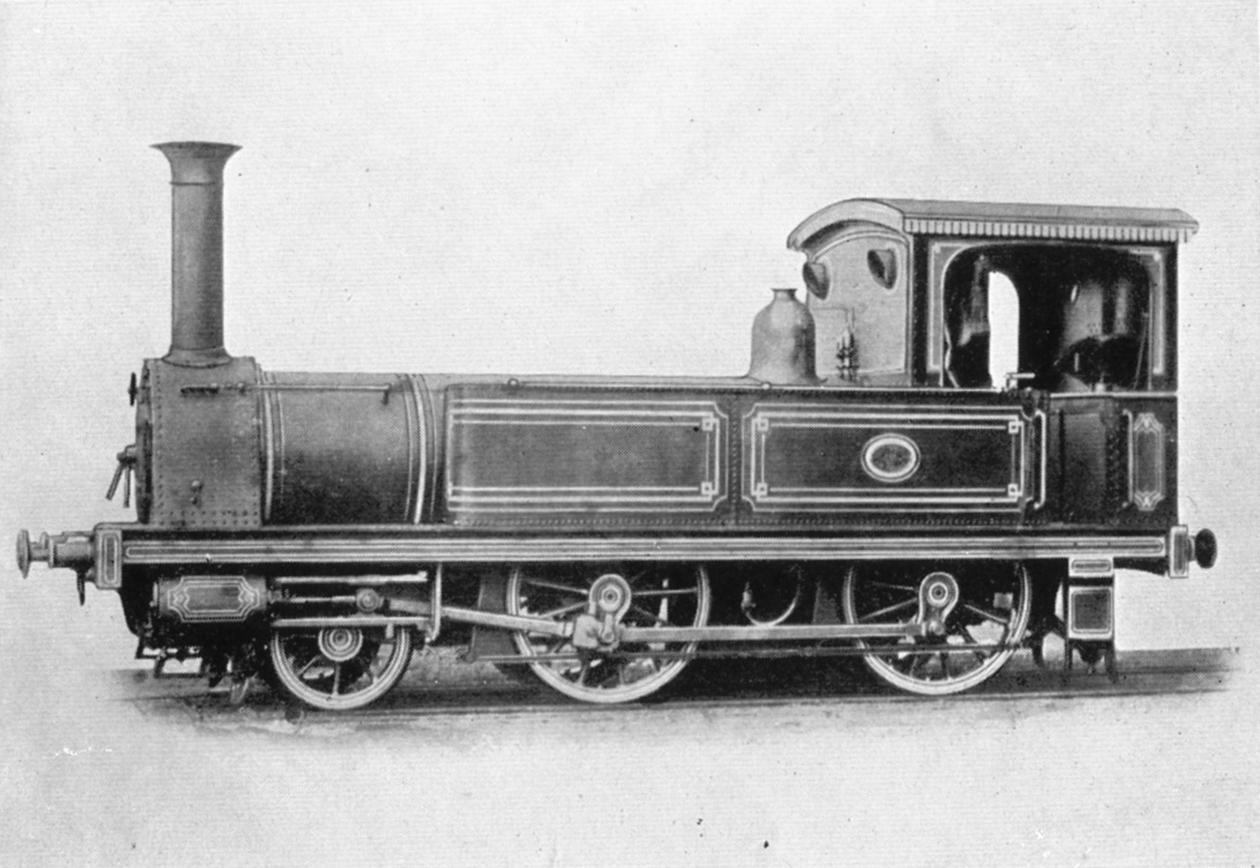
国鉄150形蒸気機関車1号機関車

車輪配置 2-4-0 (しゃりんはいち2-4-0、ホワイト式分類)は1軸先輪・2軸動輪で構成されるものをさす。アメリカ式分類での愛称は「ポーター (Porter)」。

## 概要
2-4-0という車軸配置は、開業時に旅客用機関車に用いられた。本線用機関車として多く使用された時期もあったが、牽引力に劣るため、やがてより強力な機関車の登場により、廃れた。日本の鉄道開業時に使用された蒸気機関車10両は、すべてこの車軸配置であった。

## 各国の車輪配置 2-4-0の機関車
日本
国鉄90形蒸気機関車
国鉄105形蒸気機関車
国鉄120形蒸気機関車
国鉄150形蒸気機関車 - 1号機関車
国鉄160形蒸気機関車
国鉄190形蒸気機関車
国鉄A3形蒸気機関車
東京ディズニーランド・ウエスタンリバー鉄道各形式 - 「車両」節参照